# Accordo di Schengen
L'accordo di Schengen (ufficialmente Accordo fra i governi degli Stati dell'Unione economica del Benelux, della Repubblica federale di Germania e della Repubblica francese relativo all'eliminazione graduale dei controlli alle frontiere comuni) è un trattato internazionale firmato a Schengen il 14 giugno 1985 tra Benelux, Germania Ovest e Francia, che prevedeva la creazione di uno spazio comune, tramite una progressiva eliminazione dei controlli alle frontiere comuni tra i cinque Stati interessati, sia delle merci sia delle persone.
L'accordo è stato il primo passo del cosiddetto acquis di Schengen, che dal 1999 è stato integrato nel quadro istituzionale e giuridico dell'Unione europea.

## Storia
Le prime iniziative per abolire i controlli alle frontiere interne delle Comunità europee, il precursore dell'Unione europea, sono state prese al Consiglio europeo di Parigi del 9 dicembre 1974, quando i capi di Stato e di governo delle Comunità decisero di esaminare la possibilità di istituire un'unione dei passaporti. All'epoca, sei Stati membri erano già membri di varie unioni regionali di passaporti: Belgio, Lussemburgo e Paesi Bassi nell'Unione dei passaporti del Benelux; Irlanda e Regno Unito nella Common Travel Area e Danimarca nell'Unione nordica dei passaporti (con gli altri Paesi nordici).
Alla luce delle conclusioni del Consiglio europeo, il 3 luglio 1975 la Commissione delle Comunità europee ha presentato una relazione sulla creazione di un'unione dei passaporti, proponendo sia la creazione di un passaporto europeo comune, sia l'abolizione dei controlli alle frontiere interne. Mentre un modello uniforme per i passaporti venne elaborato attraverso una serie di risoluzioni del Consiglio europeo negli anni '80, la proposta di abolire i controlli alle frontiere interne venne bloccata, in particolare dal Regno Unito.
Il 7 giugno 1984, invece, il Consiglio delle Comunità europee e gli Stati membri adottarono una risoluzione non vincolante che prevedeva un semplice allentamento dei controlli alle frontiere. L'anno successivo, la Commissione presentò una nuova proposta di direttiva vincolante per semplificare l'attraversamento delle frontiere tra gli Stati membri, ma anche questa proposta non ottenne il sostegno unanime degli Stati membri necessario per la sua adozione. Allo stesso tempo, Francia e Germania Ovest in particolare erano sempre più desiderose di allentare i controlli alle frontiere reciproche e scelsero di attuarli attraverso un accordo bilaterale separato firmato il 13 luglio 1984 a Saarbrücken, in Germania Ovest.

### Accordo di Schengen
La cooperazione bilaterale tra Francia e Germania Ovest si estese rapidamente ai Paesi del Benelux, che facevano già parte di una propria unione di passaporti. In una riunione del 12 dicembre 1984, iniziarono i negoziati per la completa abolizione dei controlli reciproci alle frontiere alla luce dell'accordo franco-tedesco. Il 14 giugno 1985, i rappresentanti di Belgio, Francia, Lussemburgo, Paesi Bassi e Germania Ovest firmarono l'accordo di Schengen a bordo della nave Princess Marie-Astrid sul fiume Mosella, nei pressi della città di Schengen in Lussemburgo, vicino al valico di frontiera tra Lussemburgo (Benelux), Francia e Germania Ovest.
L'accordo di Schengen prevedeva una serie di misure da adottare a breve e a lungo termine. Tra le altre cose, iniziarono ad armonizzare le politiche dei visti degli Stati membri e a semplificare i controlli alle frontiere interne. Allo stesso tempo, tracciarono un percorso verso la totale abolizione dei controlli alle frontiere interne.

### Convenzione di Schengen e abolizione dei controlli alle frontiere interne
Sebbene l'intenzione dell'accordo di Schengen fosse quella di abolire i controlli alle frontiere interne, questo obiettivo venne realizzato solo con la convenzione di Schengen, firmata il 19 giugno 1990 a Schengen. La Convenzione prevedeva, tra l'altro, l'abolizione dei controlli alle frontiere interne, il rafforzamento dei controlli alle frontiere esterne e l'istituzione del Comitato esecutivo. Inizialmente, la convenzione doveva diventare pienamente applicabile il 1º gennaio 1993, ma la sua entrata in vigore venne ritardata a causa di problemi nell'attuazione delle varie misure necessarie per l'abolizione dei controlli alle frontiere interne. Con una decisione del Comitato esecutivo, il 26 marzo 1995 la convenzione divenne pienamente applicabile in Belgio, Francia, Lussemburgo, Paesi Bassi e Germania, nonché in Portogallo e Spagna, che avevano aderito alla cooperazione negli anni '90, di conseguenza i controlli alle frontiere interne tra questi Paesi sono vennero abolite, creando così lo spazio Schengen.
Anche la Grecia, l'Italia e l'Austria, così come i Paesi nordici, aderirono all'accordo e alla convenzione di Schengen negli anni '90 e i loro controlli alle frontiere interne con gli altri Paesi Schengen vennero aboliti tra il 1997 e il 2001. L'Islanda e la Norvegia furono i primi Paesi a essere associati alla cooperazione Schengen, senza far parte dell'Unione europea, attraverso specifici accordi di associazione.

### Integrazione all'interno dell'Unione europea

Cartello stradale al confine italiano

L'Atto unico europeo introdusse nel Trattato che istituisce la Comunità economica europea una disposizione che prevedeva l'istituzione, entro il 1º gennaio 1993, di un mercato interno costituito da uno spazio senza frontiere interne in cui sarebbe stata garantita la libera circolazione di beni, servizi, persone e capitali. La Commissione interpretò questo concetto come l'abolizione dei controlli alle frontiere interne delle Comunità europee. Nel maggio 1992, la Commissione constatò che, mentre i lavori sulla libera circolazione delle merci, dei servizi e dei capitali procedevano in modo soddisfacente, i negoziati sulla libera circolazione delle persone procedevano molto più lentamente. Ad esempio, il Consiglio non era in grado di concordare le varie misure compensative necessarie per l'abolizione dei controlli alle frontiere interne, come le norme comuni per i controlli alle frontiere esterne e le condizioni per la libera circolazione dei cittadini di Paesi terzi tra gli Stati membri. Il 1º gennaio 1993, la Commissione non aveva ancora presentato una proposta per l'abolizione dei controlli alle frontiere interne, il che indusse il Parlamento europeo a presentare alla Corte di giustizia un ricorso per carenza contro la Commissione. Nel luglio 1995, la Commissione presentò finalmente una proposta di direttiva sull'abolizione dei controlli alle frontiere interne (che portò la Corte a respingere il ricorso del Parlamento). Tuttavia, questa proposta non venne adottata dal Consiglio a causa della continua opposizione, in particolare da parte del Regno Unito.
Durante i negoziati sul Trattato di Amsterdam, venne discussa la possibilità di incorporare l'acquis di Schengen nell'ambito dell'Unione europea. Per evitare ulteriori ostruzioni da parte del Regno Unito, venne introdotta la possibilità della cosiddetta "cooperazione rafforzata", che permette al Regno Unito (e all'Irlanda) di rimanere fuori da tutta o parte della cooperazione, consentendo agli altri Stati membri di attuare e sviluppare la cooperazione Schengen nel quadro istituzionale dell'Unione. Di conseguenza, il Trattato di Amsterdam, entrato in vigore il 1º maggio 1999, sostituì il Comitato esecutivo con il Consiglio dell'Unione europea come istituzione decisionale della cooperazione Schengen e integrarono il Segretariato di Schengen con il Segretariato generale del Consiglio dell'Unione europea.
Tuttavia, poiché devono essere soddisfatti alcuni criteri tecnici prima che l'acquis di Schengen diventi pienamente applicabile in un Paese, l'integrazione non significa l'immediata abolizione dei controlli alle frontiere interne da parte di tutti gli Stati membri. Nel 2007 vengono aboliti i controlli alle frontiere interne per Repubblica Ceca, Estonia, Ungheria, Lettonia, Lituania, Malta, Polonia, Slovacchia e Slovenia, che aderiscono all'Unione il 1º maggio 2004. Anche il Liechtenstein e Svizzera aderiscono attraverso speciali accordi di associazione. Nel 2011, la Commissione europea conclude che anche Bulgaria e Romania soddisfano i criteri tecnici per l'adesione all'area Schengen, confermata dal Consiglio dell'Unione europea nello stesso anno. Tuttavia, l'adesione all'area Schengen e l'abolizione dei controlli alle frontiere interne sono state bloccate da alcuni Stati membri in seno al Consiglio per motivi politici. Nell'ottobre 2019, la Commissione conclude che anche la Croazia soddisfa i criteri tecnici, cosa che viene confermata dal Consiglio nel dicembre 2021. Di conseguenza, il Paese entra a far parte dello spazio Schengen il 1º gennaio 2023. La valutazione del rispetto dei criteri tecnici da parte di Cipro è stata avviata su richiesta del governo cipriota nel 2019.

### La crisi dei rifugiati e la pandemia di COVID-19

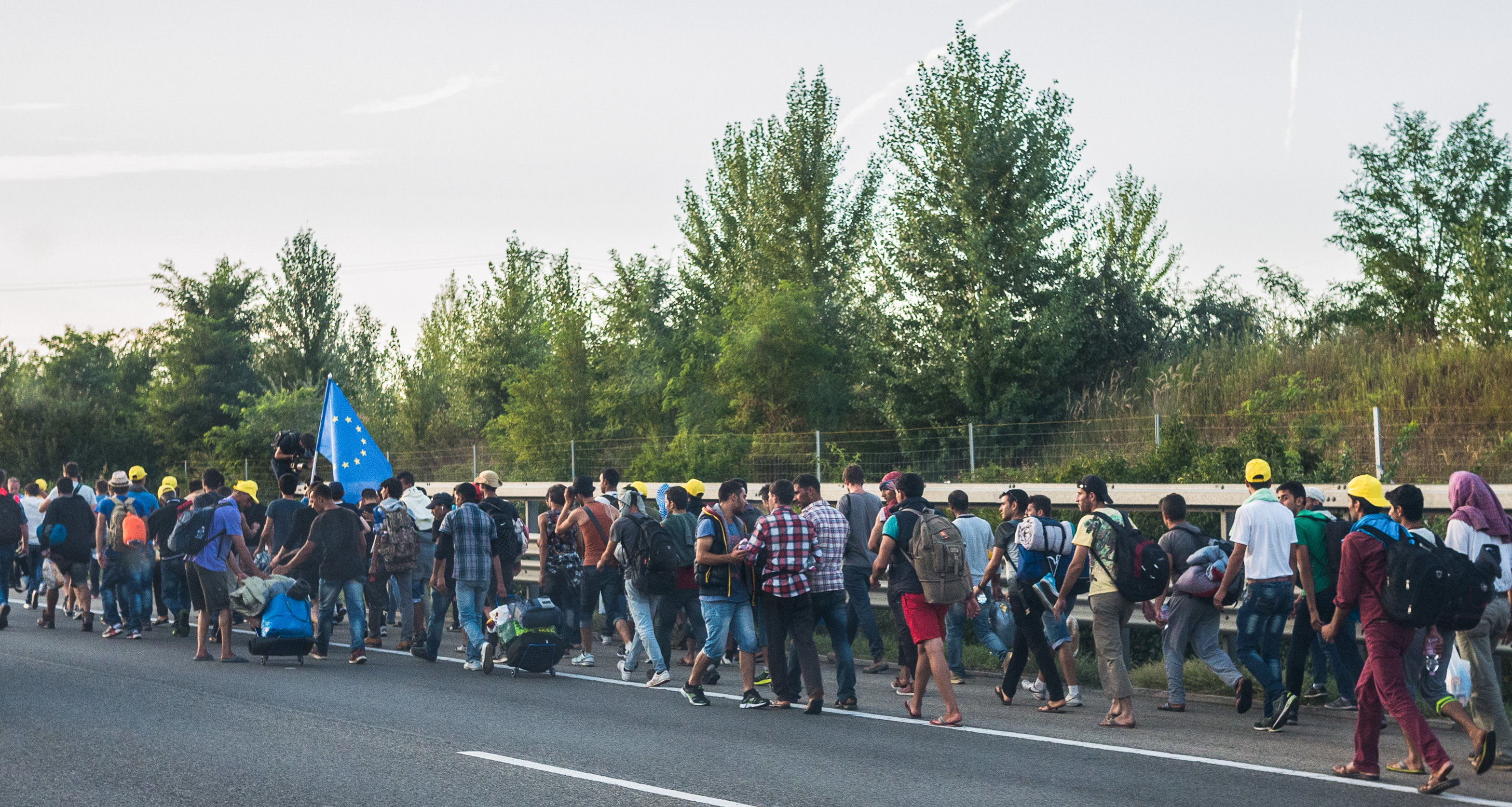
Rifugiati in marcia in Ungheria, durante la crisi del 2015

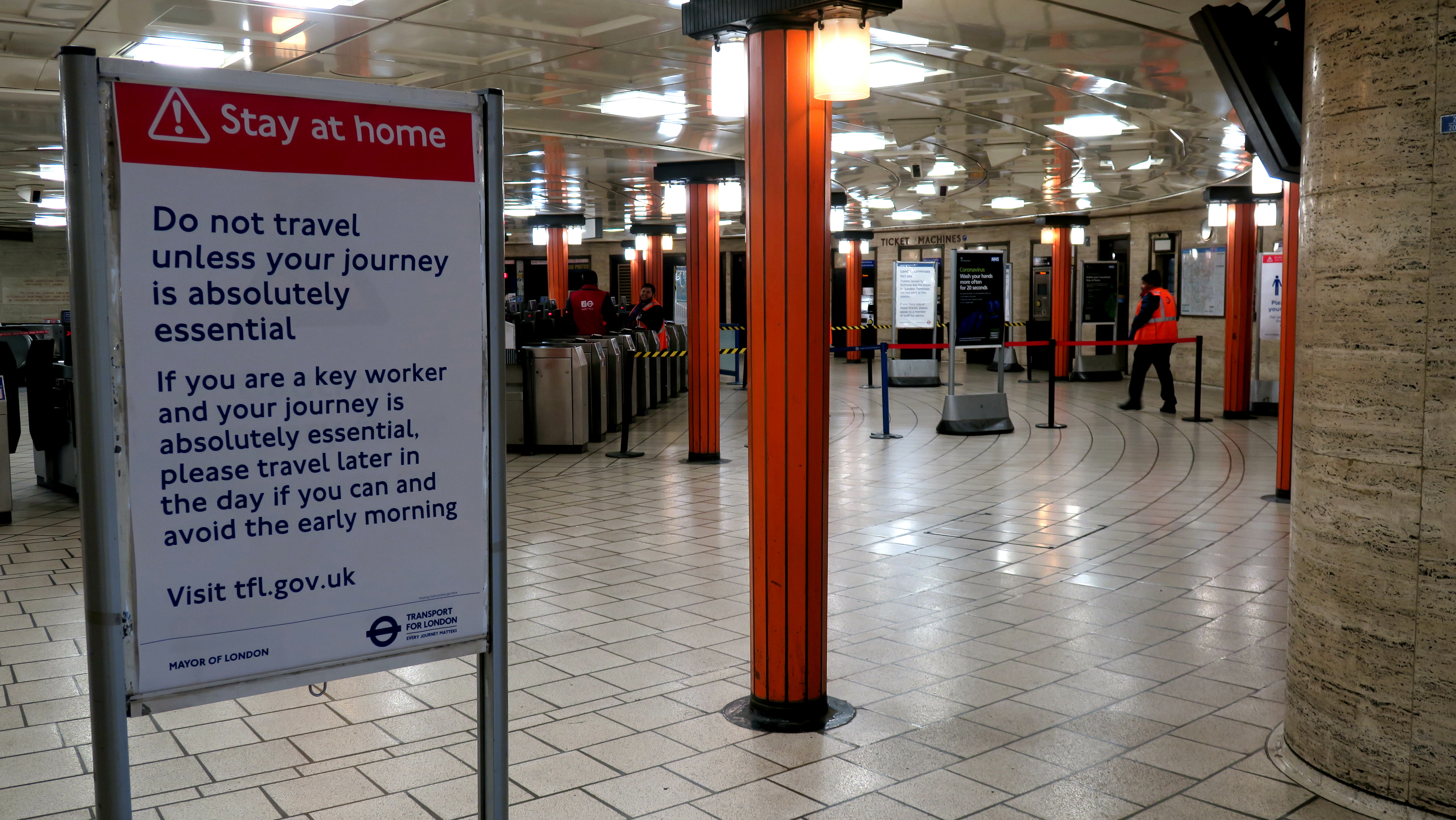
Lockdown di Londra

La crisi dei rifugiati del 2015 ha visto l'area Schengen colpita dalla sua più grande crisi fino a oggi. L'elevato numero di richiedenti asilo entrati nell'area Schengen, in particolare attraverso la Grecia, ha portato diversi Stati membri a ripristinare temporaneamente i controlli di frontiera alle loro frontiere interne. In seguito agli attentati terroristici di Parigi del novembre 2015, la Francia ha introdotto anche controlli alle frontiere interne. Nel maggio 2016, con una procedura speciale, il Consiglio dell'Unione europea ha autorizzato Danimarca, Norvegia, Svezia, Germania e Austria a estendere i controlli alle frontiere interne fino a sei mesi oltre il periodo normalmente consentito dal Codice Schengen. Questo periodo è stato successivamente prorogato in tre riprese fino a novembre 2017. Al contempo la Grecia è stata invece criticata per carenze nella sorveglianza delle frontiere esterne, e di conseguenza la Commissione europea ha invitato il Paese ad adottare 50 diverse misure per porre rimedio alla situazione.
La crisi dei rifugiati, insieme agli attacchi terroristici a Parigi nel novembre 2015 e a Bruxelles nel 2016, portarono a diverse importanti riforme della cooperazione Schengen. A metà 2016, il Parlamento europeo e il Consiglio concordarono una proposta per l'istituzione di una Guardia di frontiera e costiera europea, con l'obiettivo di sostenere gli Stati membri che non sono in grado di mantenere autonomamente i controlli alle frontiere esterne. Per aumentare la sicurezza, vennero introdotti anche controlli più severi sui cittadini dell'Unione alle frontiere esterne. Alla fine del 2017, vennero adottate nuove disposizioni per un sistema di ingresso/uscita, un sistema computerizzato per gestire i dati di ingresso e uscita dei cittadini di Paesi terzi. Nel settembre 2020, la Commissione ha inoltre proposto una nuova procedura di screening per tutte le persone che tentano di attraversare le frontiere esterne senza soddisfare le condizioni di ingresso, compresi i richiedenti asilo.
Nel marzo del 2020, l'area Schengen subì un'altra grande crisi, questa volta a causa della pandemia di COVID-19. Ciò ha portato quasi tutti gli Stati membri a ripristinare temporaneamente i controlli alle frontiere interne, in alcuni casi con vari tipi di restrizioni ai viaggi; è stato introdotto il divieto di ingresso nell'area Schengen da Paesi terzi, con alcune eccezioni. A luglio 2020, la maggior parte degli Stati membri ha eliminato i controlli alle frontiere interne ed è tornata ad avere frontiere aperte all'interno dell'area Schengen, anche se in molti casi ancora con requisiti specifici di quarantena e test per i viaggi transfrontalieri. Allo stesso tempo, le restrizioni di viaggio sono state gradualmente revocate per una decina di Paesi terzi alla luce del miglioramento della loro situazione epidemiologica, mentre sono state mantenute per i restanti Paesi terzi. All'inizio del 2021, diversi Stati membri hanno ripristinato i controlli alle frontiere interne in risposta all'aumento della diffusione della malattia, ma a metà del 2021 la maggior parte di essi era stata nuovamente revocata. Entro la fine del 2022, tutti gli Stati membri hanno revocato le loro restrizioni di viaggio e il Consiglio dell'Unione europea il 13 dicembre 2022 ha formalmente revocato tutte le restrizioni di viaggio raccomandate a livello europeo.
All'inizio di giugno 2021, la Commissione europea ha presentato una "Strategia Schengen" con l'obiettivo di ristabilire uno spazio Schengen pienamente funzionante, anche completando le riforme già adottate sul rafforzamento dei controlli alle frontiere esterne e rafforzando ulteriormente la cooperazione di polizia tra gli Stati membri. La Commissione ha inoltre proposto una riforma del meccanismo di valutazione e monitoraggio di Schengen per garantire meglio la corretta attuazione e applicazione dell'acquis di Schengen da parte degli Stati membri. Il nuovo meccanismo di valutazione e monitoraggio è diventato applicabile il 1º ottobre 2022, dopo essere stato approvato dal Parlamento europeo e dal Consiglio dell'Unione europea. Nel dicembre 2021, la Commissione ha proposto una modifica del Codice Schengen con l'obiettivo di rafforzare il coordinamento all'interno dello spazio Schengen in caso di minacce alla salute pubblica e di rendere più flessibile per gli Stati membri il quadro per l'introduzione temporanea di controlli alle frontiere interne. Inoltre, la Commissione ha proposto una maggiore cooperazione di polizia per contrastare la criminalità internazionale nello spazio Schengen Nel marzo 2022 si è tenuto per la prima volta un "Consiglio Schengen", in concomitanza con il Consiglio Giustizia e Affari interni, per discutere le questioni Schengen a livello ministeriale tra i Paesi Schengen. Nel maggio 2022, la Commissione ha presentato una prima relazione annuale sulla situazione di Schengen e un nuovo piano per un ciclo annuale di Schengen, al fine di rafforzare il lavoro continuo sull'identificazione e la risoluzione dei problemi emergenti nella cooperazione di Schengen.

## L'acquis di Schengen
Stati membri dell'Unione europea partecipanti
     Stati membri dell'Unione europea non partecipanti ma obbligati a partecipare
     Stati membri dell'Unione europea non partecipanti
     Stati non membri dell'Unione europea partecipanti
     Stati non membri dell'Unione europea partecipanti de facto
     Stati non membri dell'Unione europea con confini aperti

Stati membri dell'Unione europea partecipanti
Stati membri dell'Unione europea non partecipanti ma obbligati a partecipare
Stati membri dell'Unione europea non partecipanti
Stati non membri dell'Unione europea partecipanti
Stati non membri dell'Unione europea partecipanti de facto
Stati non membri dell'Unione europea con confini aperti

L'area Schengen è costituita da 25 Stati membri dell'Unione europea che applicano integralmente l'acquis di Schengen. Questi Stati membri sono Austria, Belgio, Bulgaria, Croazia, Repubblica Ceca, Danimarca, Estonia, Finlandia, Francia, Germania, Grecia, Ungheria, Italia, Lettonia, Lituania, Lussemburgo, Malta, Paesi Bassi, Polonia, Portogallo, Romania, Slovacchia, Slovenia, Spagna, Svezia, oltre a Islanda, Liechtenstein, Norvegia e Svizzera attraverso specifici accordi di associazione. Nell'area Schengen vivono circa 440 milioni di persone.
All'interno dello spazio Schengen, le frontiere interne possono essere attraversate ovunque senza che vengano effettuati controlli in entrata o in uscita, indipendentemente dalla nazionalità della persona. Circa 1,7 milioni di persone vivono in un Paese Schengen e lavorano in un altro. Ogni giorno vengono effettuati circa 3,5 milioni di viaggi attraverso le frontiere interne. In totale, le frontiere esterne dello spazio Schengen comprendono 7 721 km di frontiere terrestri e 42 673 km di frontiere marittime.
L'area Schengen si è progressivamente ampliata da quando Belgio, Francia, Lussemburgo, Paesi Bassi, Portogallo, Spagna e Germania hanno abolito i controlli alle frontiere interne il 26 marzo 1995. L'Italia e l'Austria hanno aderito nel 1997, seguite da Grecia nel 1999, Danimarca, Finlandia, Islanda, Norvegia e Svezia nel 2001, Estonia, Lettonia, Lituania, Malta, Polonia, Slovacchia, Slovenia, Repubblica Ceca e Ungheria nel 2007, Svizzera nel 2008, Liechtenstein nel 2011 e Croazia nel 2023.
Inoltre, i tre microstati europei di Monaco, San Marino e Città del Vaticano hanno frontiere aperte con l'area Schengen. Non rilasciano visti propri, ma i visti Schengen sono necessari per i cittadini di Paesi terzi.
Andorra, invece, non ha una frontiera aperta con l'area Schengen, ma mantiene controlli completi ai confini con Francia e Spagna. Tuttavia, non è richiesto alcun visto in aggiunta al visto Schengen per i cittadini di Paesi terzi.
A gennaio del 2024 all'interno dell'Unione europea, quattro Stati membri mantengono ancora controlli completi alle frontiere; si tratta di Bulgaria, Cipro, Irlanda e Romania. Con l'eccezione dell'Irlanda, questi Stati membri si sono impegnati ad abolire i controlli alle frontiere interne una volta soddisfatti determinati criteri tecnici. Tale decisione viene presa dal Consiglio dell'Unione europea all'unanimità degli Stati membri dell'area Schengen e dello Stato membro aderente. Da marzo del 2024 Bulgaria e Romania, il cui processo di adesione è stato bloccato per motivi politici per oltre dieci anni, faranno parte dell'area Schengen, anche se parzialmente, dato che saranno liberalizzate la circolazione aerea e marittima, ma non anche quella terrestre.
A partire dal 1º gennaio 2025, Romania e Bulgaria sono entrati a pieno diritto nell’area Schengen a seguito dell’abolizione dei controlli alle frontiere terrestri.

## Abolizione dei controlli alle frontiere interne e condizioni per la libertà di circolazione

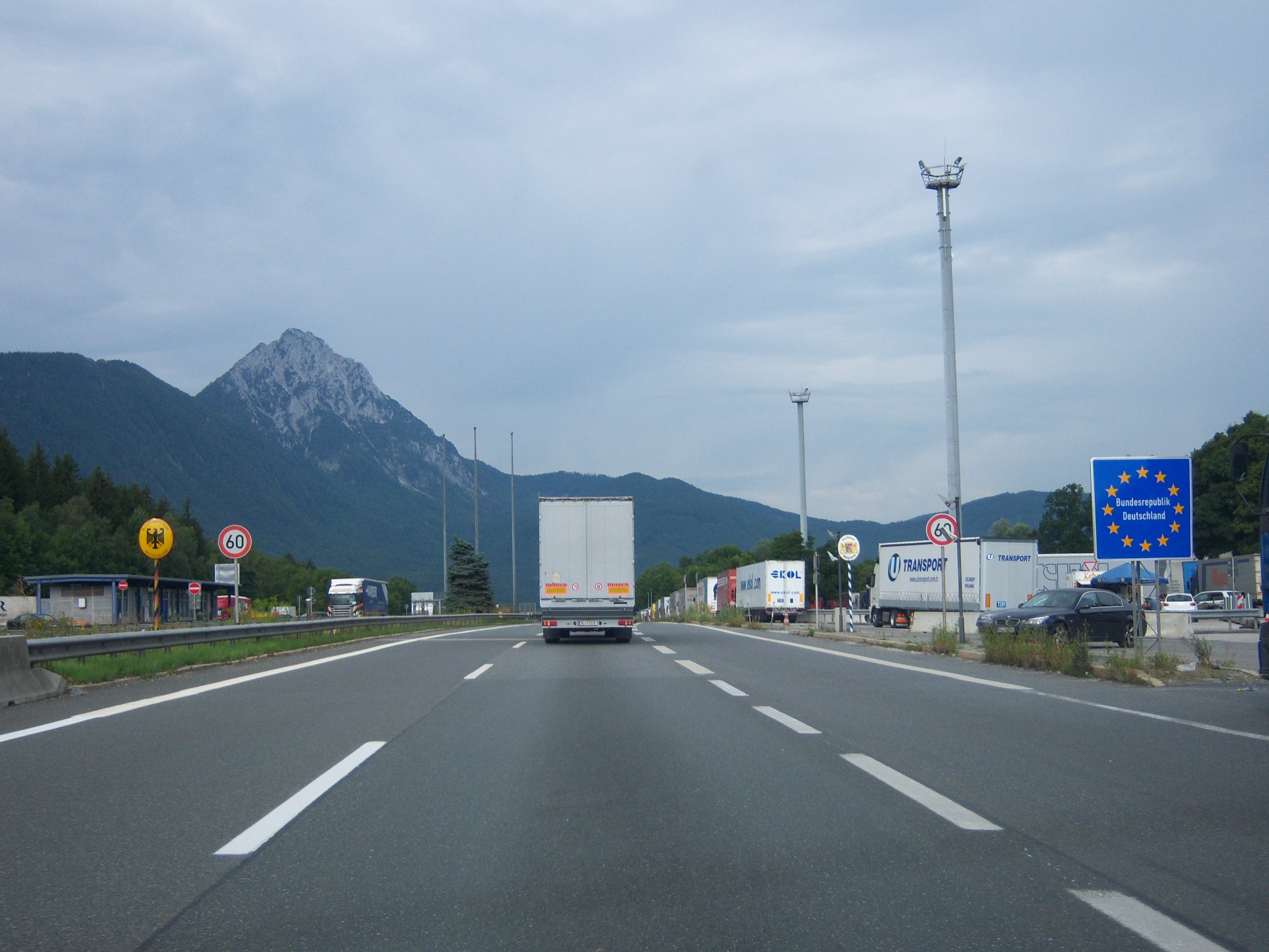
Confine interno tra Germania e Austria, senza controlli di frontiera

Nell'ambito di Schengen, gli Stati membri hanno abolito i controlli di frontiera a tutti i confini interni dell'area Schengen. Le frontiere interne comprendono le frontiere terrestri comuni degli Stati membri, comprese le frontiere fluviali e di navigazione interna, gli aeroporti per i voli all'interno dell'area Schengen ("voli interni") e i porti costieri, fluviali e lacustri per i collegamenti regolari con i traghetti interni. Le frontiere interne possono essere attraversate in qualsiasi punto senza che venga effettuato alcun controllo all'ingresso o all'uscita, indipendentemente dalla nazionalità della persona. A differenza delle frontiere esterne, le frontiere interne non devono quindi essere attraversate in punti di frontiera specifici. Anche le persone che attraversano una frontiera interna non sono tenute a presentare un documento di viaggio. Tuttavia, come regola generale, le persone che si muovono all'interno dell'area Schengen devono sempre avere con sé documenti di viaggio validi, come possono essere richiesti in altri contesti.

### Condizioni per la libertà di movimento

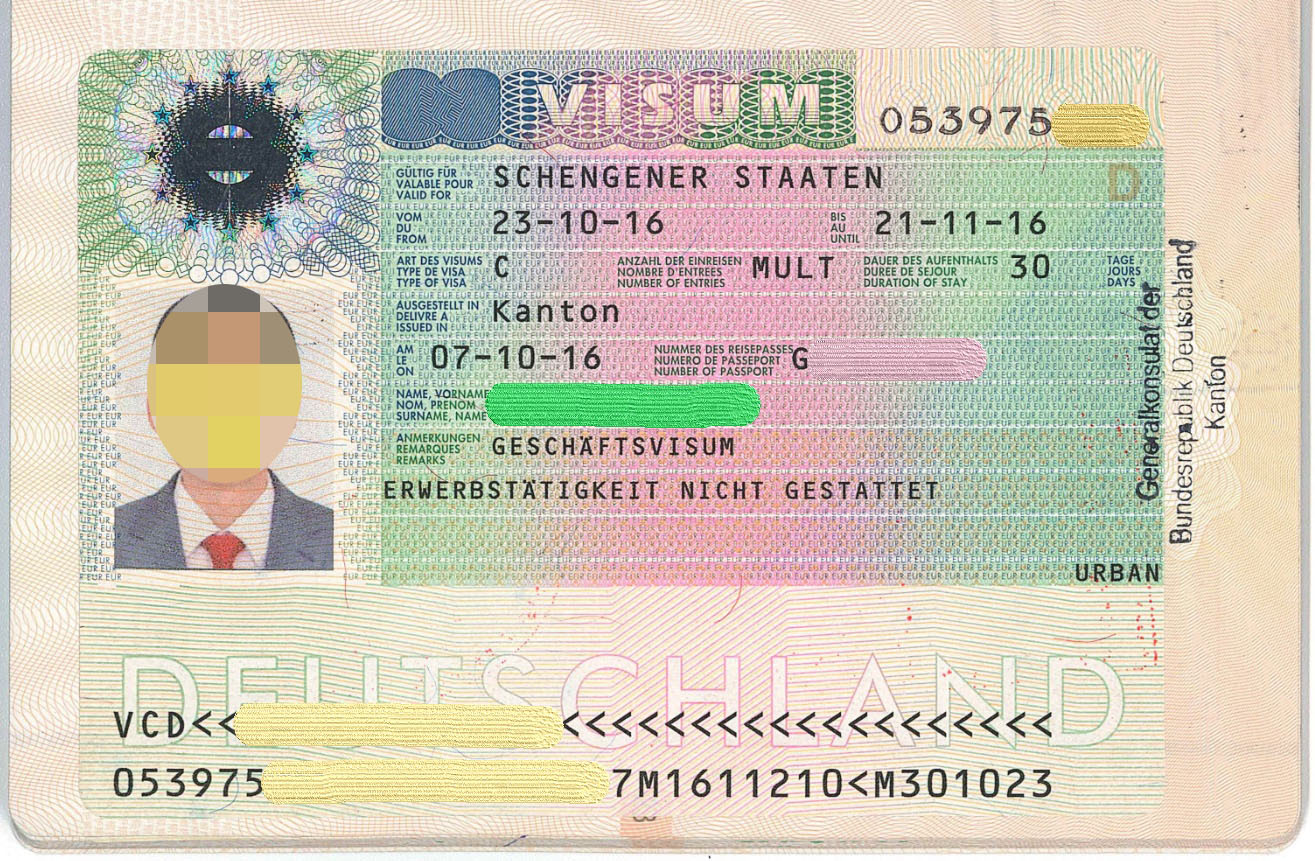
Esempio di un visto Schengen

L'abolizione dei controlli alle frontiere interne non incide di per sé sulle norme relative a chi ha il diritto di circolare attraverso le frontiere interne. Le persone che si spostano attraverso le frontiere interne devono continuare a rispettare i requisiti dell'acquis di Schengen o di altre parti del diritto dell'Unione e nazionale. I cittadini dell'Unione e i loro familiari che godono della libertà di circolazione ai sensi del diritto dell'Unione hanno il diritto di circolare liberamente all'interno dell'area Schengen (e di altre parti dell'Unione europea) purché siano in possesso di un documento di viaggio valido; questo diritto fondamentale non è influenzato dall'acquis di Schengen.
Per i cittadini di Paesi terzi, invece, che non godono della libertà di circolazione, le condizioni per la libertà di circolazione all'interno dello spazio Schengen sono stabilite dalla convenzione di Schengen. Come regola generale, la convenzione prevede che un cittadino di un Paese terzo che soggiorna legalmente in un Paese Schengen, sulla base di un visto per soggiorni di breve o lunga durata o di un permesso di soggiorno, ha il diritto di recarsi negli altri Paesi Schengen per un breve soggiorno (massimo 90 giorni in un periodo di 180 giorni) se soddisfa le condizioni di ingresso nello spazio Schengen. Tuttavia, in deroga a questa regola, le persone cui è stato concesso un visto con validità territoriale limitata possono viaggiare solo nello Stato membro o negli Stati membri per i quali il visto è stato rilasciato.
L'acquis di Schengen non impedisce agli Stati membri di richiedere a tutte le persone di possedere o portare con sé documenti d'identità che dimostrino il loro diritto di soggiornare nel territorio degli Stati membri. Tali disposizioni sono presenti nella legislazione della maggior parte degli Stati membri. Sebbene i controlli alle frontiere interne siano stati aboliti, i documenti di viaggio validi vengono controllati in altri contesti, come i viaggi aerei, i soggiorni in hotel e i controlli di polizia. Ai sensi della direttiva sulla mobilità, i passaporti e, per i cittadini dell'Unione, le carte d'identità nazionali sono documenti di viaggio validi per le persone che godono della libertà di circolazione. Per i cittadini di Paesi terzi, che non godono della libera circolazione, è necessario un passaporto rilasciato negli ultimi dieci anni e valido per almeno altri tre mesi dopo la data di partenza prevista. I documenti di identità che non stabiliscono la nazionalità del titolare, come le patenti di guida, non sono generalmente validi come documenti di viaggio. Tuttavia, i singoli Stati membri possono avere una legislazione nazionale più generosa, ad esempio le norme più favorevoli si applicano ai cittadini nordici nell'ambito dell'Unione nordica dei passaporti.

#### Obbligo di notifica
L'acquis di Schengen non impedisce agli Stati membri di richiedere, in conformità al diritto nazionale, che i cittadini stranieri notifichino la loro presenza alle autorità locali, regionali o nazionali quando entrano in uno Stato membro. Nel caso di cittadini di Paesi terzi, la notifica deve essere effettuata direttamente al momento dell'ingresso o entro tre giorni lavorativi dalla data di ingresso. Tale obbligo di notifica riguarda anche i cittadini di Paesi terzi che risiedono in uno Stato membro e si recano in un altro Stato membro all'interno dell'area Schengen. Secondo la direttiva sulla mobilità, requisiti simili possono essere imposti anche ai cittadini dell'Unione e ai loro familiari entro un "termine ragionevole e non discriminatorio" dall'arrivo, che di norma è considerato di 10 giorni.
Per evitare che le persone soggiornino illegalmente nell'area Schengen, tutti gli alberghi, le pensioni, i campeggi e le strutture simili devono controllare i documenti d'identità dei loro ospiti stranieri e far compilare loro personalmente una scheda di registrazione, alla quale le autorità competenti possono accedere se necessario. Tuttavia, i coniugi e i minori al seguito e i membri dei viaggi di gruppo non sono soggetti a queste disposizioni; la legislazione nazionale può tuttavia rendere i requisiti più severi e applicarli anche ai cittadini e ai membri dei viaggi di gruppo.

#### Espulsione e ritorno
Nell'ambito della politica comune sull'immigrazione, la cooperazione Schengen prevede disposizioni comuni sull'espulsione e il rimpatrio dei cittadini di Paesi terzi che soggiornano illegalmente nell'area Schengen. La direttiva rimpatri prevede norme e procedure comuni per il rimpatrio di tali cittadini di Paesi terzi. Gli Stati membri cooperano e si assistono reciprocamente, tra l'altro, in caso di rimpatrio per via aerea.
Gli Stati membri riconoscono anche le rispettive decisioni di espulsione. Ciò significa, tra l'altro, che uno Stato membro che ha deciso di espellere una persona residente in un altro Paese Schengen può essere assistito da tale Paese nell'esecuzione dell'espulsione.

### Tipi di controlli diversi da quelli di frontiera
Sebbene l'acquis di Schengen vieti i controlli alle frontiere interne tra i Paesi Schengen, possono essere effettuati altri controlli, tra cui controlli di polizia, controlli di sicurezza nei porti e negli aeroporti e controlli doganali.

#### Controlli di polizia

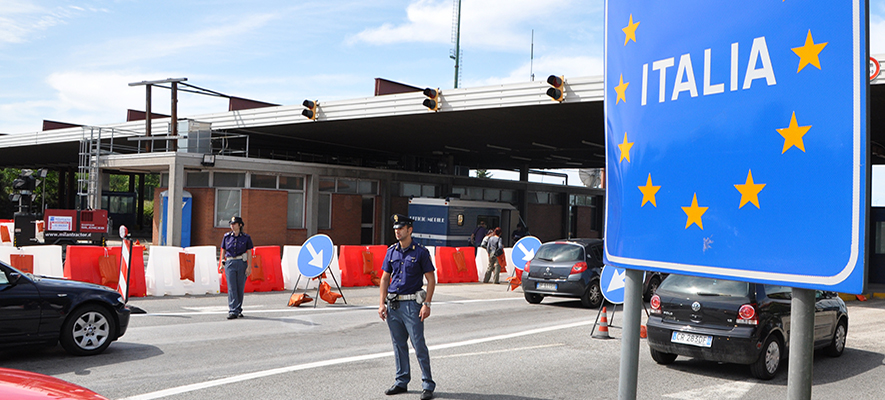
Confine di Trieste tra Italia e Slovenia dove si può vedere un pattugliamento della Polizia di Stato

L'abolizione dei controlli alle frontiere interne non impedisce alle autorità di polizia nazionali di esercitare i poteri di polizia nelle zone di confine, in conformità con la legislazione nazionale. Tuttavia, i controlli sulle persone non sono consentiti nella misura in cui hanno lo stesso effetto dei controlli all'ingresso e all'uscita. In particolare, secondo il Codice Schengen, sono considerati compatibili con l'acquis di Schengen i controlli di polizia che soddisfano i seguenti requisiti:
- Non sono finalizzati al controllo delle frontiere.
- Si basano su informazioni generali di polizia e sull'esperienza della polizia in materia di minacce alla sicurezza interna e sono specificamente mirate a combattere la criminalità transfrontaliera.
- Sono concepiti ed eseguiti in modo chiaramente diverso dai controlli sistematici sulle persone alle frontiere esterne.
- Vengono effettuati controlli a campione.

La Corte di giustizia dell'Unione europea ha stabilito in una serie di sentenze la giurisprudenza su come applicare in pratica le condizioni sopra citate. La Corte ha affermato che l'elenco dei requisiti del Codice Schengen non è un elenco esaustivo delle condizioni che le misure di polizia devono soddisfare per non essere considerate come aventi lo stesso effetto dei controlli all'ingresso e all'uscita. L'elenco non è nemmeno esaustivo degli obiettivi che le misure di polizia possono perseguire per essere considerate ammissibili ai sensi del Codice Schengen. La Corte di giustizia ha affermato che i poteri estesi della polizia di controllare l'identità delle persone nelle zone di frontiera per verificare che siano in possesso dei documenti d'identità richiesti dal diritto nazionale sono compatibili con l'acquis di Schengen, ma solo se tali poteri sono soggetti alle necessarie disposizioni del diritto nazionale che garantiscono che i controlli non abbiano gli stessi effetti dei controlli all'ingresso e all'uscita, ad esempio per quanto riguarda la loro portata, frequenza e selettività. In un'altra causa, la CGUE ha affermato che, in circostanze analoghe, i controlli alle frontiere possono essere effettuati anche per verificare il diritto di soggiorno delle persone in uno Stato membro. In un'altra sentenza, tuttavia, la CGUE ha affermato che la responsabilità del vettore, sotto forma di obbligo imposto dal diritto nazionale alle compagnie di autobus che effettuano servizi transfrontalieri di controllare i documenti di viaggio di tutti i loro passeggeri, deve essere considerata come un controllo avente lo stesso effetto dei controlli all'ingresso e all'uscita. A meno che non siano stati introdotti controlli temporanei alle frontiere interne, tali requisiti sono pertanto illegali ai sensi del Codice Schengen.
La Commissione europea si è espressa a favore dell'uso dei controlli di polizia, anche nelle zone di confine, rispetto all'imposizione temporanea di controlli alle frontiere interne in caso di grave minaccia all'ordine pubblico o alla sicurezza interna di uno Stato membro.
L'acquis di Schengen non preclude inoltre i controlli interni sugli stranieri, effettuati allo scopo di verificare il diritto dello straniero a soggiornare nel territorio di uno Stato membro. Tali controlli sono consentiti, anche nelle zone di frontiera, a condizione che non abbiano lo stesso effetto dei controlli all'ingresso o all'uscita. Le norme sui controlli interni sugli stranieri sono stabilite dal diritto nazionale. In alcuni Stati membri vengono effettuate regolarmente, mentre in altri richiedono generalmente un sospetto criminale o un'altra forte motivazione.

#### Controlli di sicurezza nei porti e negli aeroporti

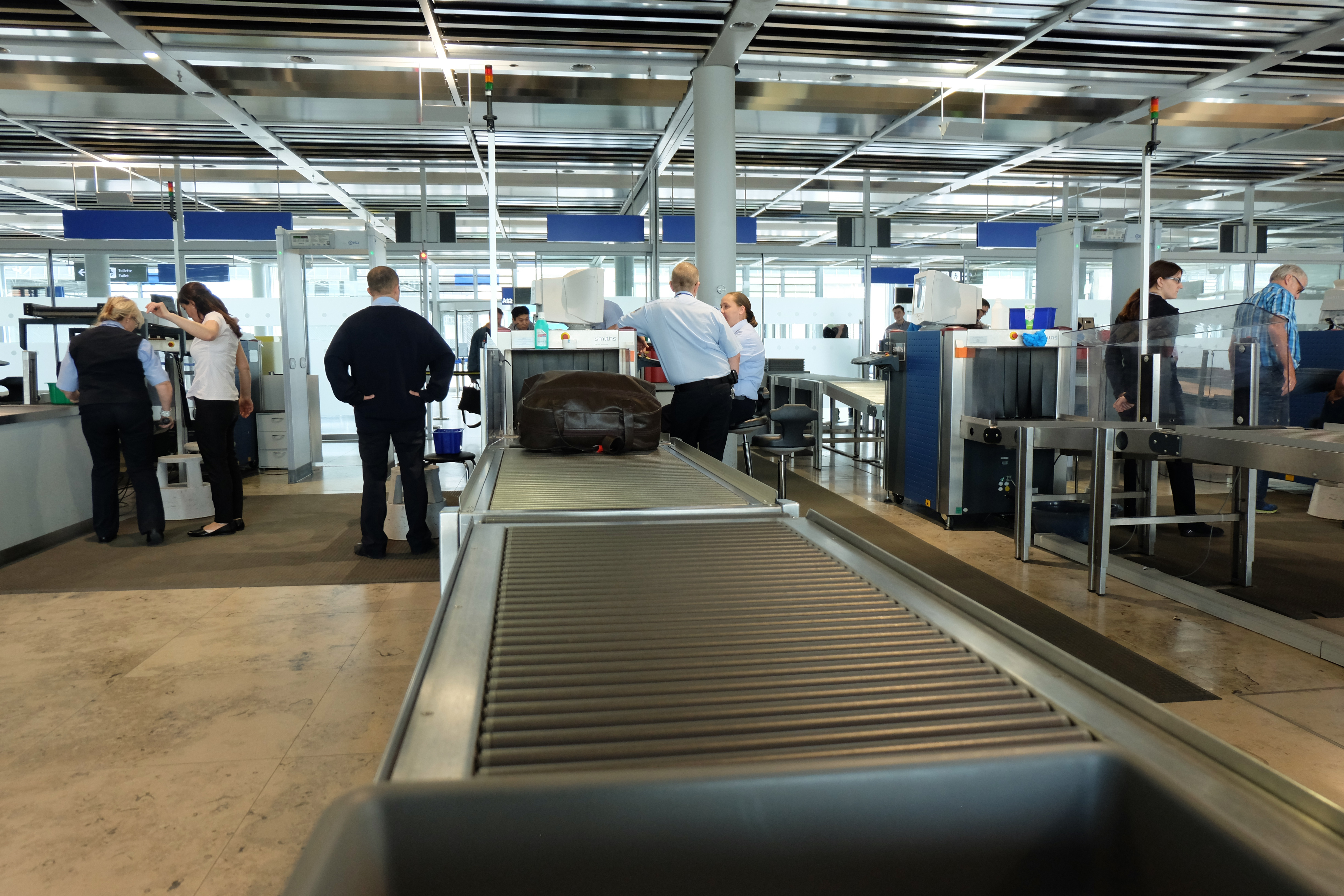
Controllo di sicurezza in un aeroporto di Norimberga

I controlli di sicurezza nei porti e negli aeroporti sono consentiti dall'acquis di Schengen a condizione che vengano effettuati gli stessi controlli anche per i viaggi nazionali, e solitamente tali controlli non includono la verifica dell'identità del passeggero. I controlli di sicurezza possono essere effettuati dalle autorità nazionali competenti, dalle autorità portuali o aeroportuali o dai vettori stessi.
Alcune norme comuni di sicurezza aerea e marittima sono stabilite dal diritto dell'Unione nell'ambito della politica comune dei trasporti. Ad esempio, esiste una direttiva che impone alle compagnie di navigazione di registrare il nome, il sesso, la nazionalità e la data di nascita dei passeggeri per viaggi superiori alle 20 miglia nautiche. Queste disposizioni sono volte a facilitare le operazioni di salvataggio in caso di incidenti e si applicano anche ai servizi di traghetto nazionali. La direttiva non impone alle compagnie di navigazione di effettuare controlli di identità per verificare i dati dei passeggeri. Tuttavia, tali requisiti possono esistere nella legislazione nazionale.
Analogamente, le norme dell'Unione in materia di sicurezza aerea prevedono che tutti i passeggeri siano in possesso di una carta d'imbarco valida e siano sottoposti a un controllo di sicurezza per raggiungere l'area sterile di un aeroporto. Nel caso dei viaggi aerei, le compagnie aeree possono effettuare controlli d'identità sui loro passeggeri durante il check-in e/o l'imbarco, ad esempio per salvaguardare gli interessi commerciali. Tali controlli erano in precedenza un requisito previsto dalle norme dell'Unione in materia di sicurezza aerea, ma tale requisito è stato abolito il 29 aprile 2010. I passaporti e, per i cittadini dell'Unione, le carte d'identità nazionali sono considerati documenti di viaggio validi per tutti i controlli d'identità, conformemente alle disposizioni della direttiva sulla mobilità. Tuttavia, le compagnie aeree possono accettare altri documenti d'identità, se lo desiderano. Un passeggero a cui viene negato l'imbarco da una compagnia aerea per motivi non validi ha diritto a una compensazione finanziaria in conformità alle norme dell'Unione sui diritti dei passeggeri.
I vettori non possono essere ritenuti responsabili ai sensi del diritto nazionale per il trasporto di persone che non soddisfano le condizioni di ingresso o soggiorno nell'area Schengen. I vettori non possono nemmeno richiedere ai cittadini di Paesi terzi di dimostrare la legalità del loro soggiorno presentando un visto o un permesso di soggiorno.

#### Controlli doganali

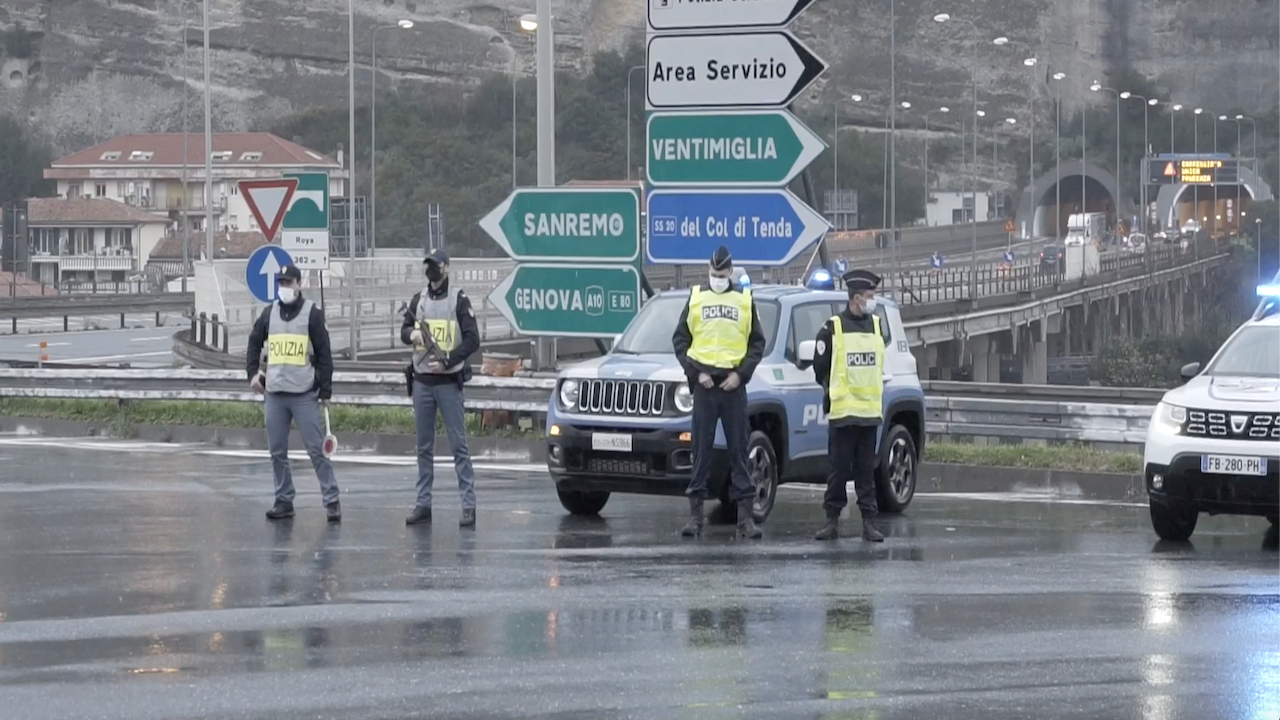
Sorveglianza transfrontaliera a Ventimiglia

La cooperazione Schengen non impedisce alle autorità nazionali di effettuare controlli doganali alle frontiere interne. Ciò significa che sono consentiti i controlli finalizzati alla ricerca di merci vietate o soggette a restrizioni, come alcol e droghe. Tuttavia, non devono comportare un controllo su una persona effettuato solo perché questa ha attraversato una frontiera interna. Allo stesso tempo, gli Stati membri sono impegnati a facilitare la circolazione delle merci attraverso le frontiere interne e devono quindi effettuare i controlli doganali in modo da ridurre al minimo l'impatto sui flussi di traffico. Ai sensi del Codice doganale dell'Unione, le autorità nazionali possono effettuare tutti i controlli doganali che ritengono necessari.
I controlli doganali sono effettuati in particolare da Islanda, Liechtenstein, Norvegia e Svizzera, paesi che non fanno parte dell'Unione europea e della sua unione doganale. Anche la Finlandia e la Svezia hanno alcuni controlli doganali alle loro frontiere interne.
Dal 2016 sono richiesti solo piani di volo e permessi di atterraggio per gli aeromobili privati all'interno dell'area Schengen che non hanno nulla da dichiarare.

## Controlli alle frontiere esterne e politica comune dei visti

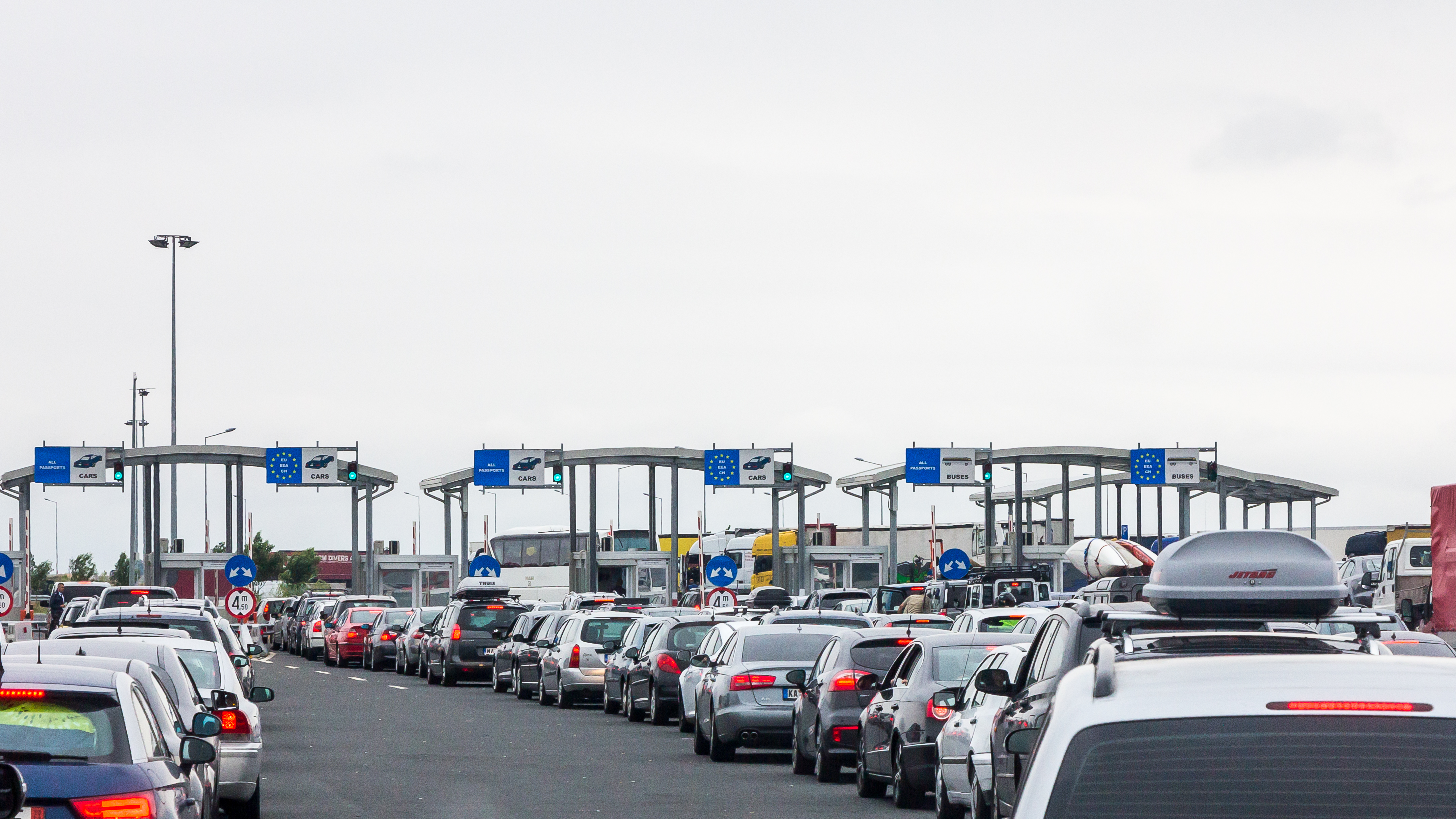
Dogana tra Romania e Ungheria a Nădlac (2017)

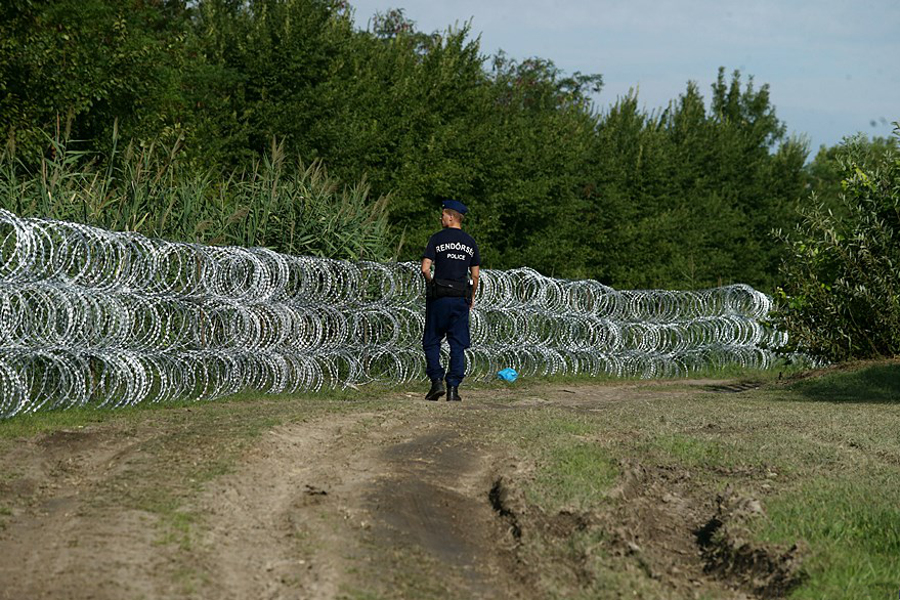
Muro al confine tra l'Ungheria e la Serbia (2015)

Grazie all'accordo di Schengen, gli Stati membri hanno rafforzato i controlli alle frontiere esterne. Le frontiere esterne comprendono tutte le frontiere terrestri degli Stati membri, comprese le frontiere fluviali e di navigazione interna, le frontiere marittime, gli aeroporti e i porti costieri, fluviali e di navigazione interna che non costituiscono frontiere interne. Un porto o un aeroporto può comprendere sia frontiere interne sia frontiere esterne. Anche i confini di Cipro sono considerati frontiere esterne e sono coperti dalle disposizioni dell'acquis di Schengen, anche se non fanno ancora parte dell'area Schengen. Le frontiere esterne possono essere attraversate solo presso specifici valichi di frontiera e negli orari di apertura stabiliti dalle autorità. Solo in caso di emergenze impreviste o con l'autorizzazione delle autorità nazionali è possibile attraversare le frontiere esterne al di fuori dei valichi di frontiera.
Ai valichi di frontiera, tutte le persone sono sottoposte a controlli di ingresso o di uscita volti a garantire che le persone, i loro mezzi di trasporto e gli oggetti in loro possesso possano essere autorizzati a entrare o uscire dallo spazio Schengen. Chi arriva nello spazio Schengen con un'imbarcazione o un aereo privato deve recarsi direttamente in un porto o aeroporto che sia un valico di frontiera autorizzato e presentarsi lì.
Tutti gli Stati membri si impegnano a mantenere la sorveglianza delle frontiere esterne con l'obiettivo di impedire alle persone di attraversare illegalmente le frontiere esterne al di fuori dei valichi di frontiera. Alcune frontiere esterne sono dotate di recinzioni, filo spinato o altri dispositivi per impedire l'attraversamento non autorizzato del confine.

### Requisiti di ingresso
Per entrare nell'area Schengen, la persona in questione deve soddisfare determinate condizioni di ingresso. Per i cittadini dell'Unione e i loro familiari che godono della libertà di circolazione è richiesto un solo documento di viaggio valido: un passaporto valido o, per i cittadini dell'Unione, una carta d'identità nazionale. Tuttavia, i familiari normalmente soggetti all'obbligo di visto possono dover essere in possesso di un visto valido se non sono in possesso di una carta di soggiorno valida o di un altro documento che garantisca l'esenzione dal visto.
Per i cittadini di Paesi terzi che non godono della libera circolazione, devono essere soddisfatte le seguenti condizioni:
- sono in possesso di un documento di viaggio valido (passaporto) rilasciato negli ultimi dieci anni e valido per almeno altri tre mesi dopo la data di partenza prevista;
- sono in possesso di un visto valido per soggiorni di breve durata se sono soggetti all'obbligo di visto ai sensi della politica comune in materia di visti, tranne nel caso in cui siano in possesso di un visto valido per soggiorni di lunga durata o di un permesso di soggiorno valido;
- possono dimostrare lo scopo e le condizioni del viaggio previsto e dispongono di mezzi di sussistenza sufficienti, anche per il viaggio di ritorno;
- non si tratta di persone segnalate nel Sistema d'informazione Schengen (SIS) ai fini della non ammissione;
- non sono considerati una minaccia per l'ordine pubblico, la sicurezza interna, la salute pubblica o le relazioni internazionali di uno degli Stati membri.

Solo in circostanze eccezionali uno Stato membro può derogare a questi requisiti e concedere comunque l'ingresso a un cittadino di un Paese terzo, ad esempio per motivi umanitari, nell'interesse nazionale o in virtù di obblighi internazionali.
Un elenco comune di documenti di viaggio validi è stato stabilito dall'acquis di Schengen.

#### Politica dei visti
Area Schengen
     Altri Stati al di fuori dell'area Schengen ma vincolati dalla stessa politica in materia di visti e territori speciali dell'UE e degli Stati membri Schengen.
     Accesso senza visti agli Stati Schengen per 90 giorni in un periodo di 180 giorni, anche se alcuni cittadini di cui all'allegato II possono godere di un accesso senza visto più lungo in alcune circostanze (EC 539/2001 Annex II)
     Visto richiesto per entrare negli Stati Schengen (EC 539/2001 Annex I)
     Visto richiesto per il transito attraverso gli Stati Schengen (EC 810/2009 Annex IV)

Visti necessari per il transito nell'area Schengen:
Area Schengen
Altri Stati al di fuori dell'area Schengen ma vincolati dalla stessa politica in materia di visti e territori speciali dell'UE e degli Stati membri Schengen.
Accesso senza visti agli Stati Schengen per 90 giorni in un periodo di 180 giorni, anche se alcuni cittadini di cui all'allegato II possono godere di un accesso senza visto più lungo in alcune circostanze (EC 539/2001 Annex II)
Visto richiesto per entrare negli Stati Schengen (EC 539/2001 Annex I)
Visto richiesto per il transito attraverso gli Stati Schengen (EC 810/2009 Annex IV)

I cittadini di Paesi terzi che non godono della libertà di circolazione ai sensi del diritto dell'Unione sono, di norma, sempre tenuti a possedere un visto per un breve soggiorno (massimo 90 giorni in un periodo di 180 giorni) nell'area Schengen. Nell'ambito della politica comune in materia di visti, l'area Schengen ha istituito un visto uniforme per soggiorni di breve durata e ha adottato norme comuni per il rilascio di questi documenti. Il visto uniforme è di norma valido per viaggiare in tutta l'area Schengen, ma può essere limitato a un'area più ristretta in presenza di motivi specifici. Il visto consente ai cittadini di Paesi terzi di viaggiare, ad esempio, per turismo, per visitare parenti e per partecipare a conferenze o incontri d'affari, ma non per lavorare o studiare.
Alcuni cittadini di Paesi terzi (soprattutto nelle Americhe e in Europa) sono stati esentati dall'obbligo di visto per vari motivi, come il basso rischio di immigrazione clandestina e le relazioni esterne dell'Unione con i Paesi terzi interessati.[110] I cittadini di Paesi terzi in possesso di un visto per soggiorni di lunga durata o di un permesso di soggiorno sono inoltre generalmente autorizzati a spostarsi all'interno dello spazio Schengen senza un visto per soggiorni di breve durata.
In base alla Convenzione di Chicago, le persone non hanno di norma bisogno di un visto per il transito aeroportuale, ossia per il transito nelle aree di transito internazionale degli aeroporti internazionali. Tuttavia, come eccezione specifica a questo principio, i cittadini di Afghanistan, Bangladesh, Eritrea, Etiopia, Ghana, Iraq, Iran, Repubblica Democratica del Congo, Nigeria, Pakistan, Somalia e Sri Lanka devono essere in possesso di un visto per il transito aeroportuale nell'area Schengen. Ogni Paese Schengen può decidere autonomamente le restrizioni per altri cittadini di Paesi terzi. Ad esempio, diversi Paesi Schengen prevedono restrizioni per i cittadini del Sudan e della Siria.
Per soggiorni programmati superiori a 90 giorni in un periodo di 180 giorni, ma non superiori a un anno, uno Stato membro può rilasciare visti per soggiorni di lunga durata nel quadro della politica comune in materia di immigrazione. Tali visti sono rilasciati in conformità con la legislazione nazionale, ma seguono lo stesso modello uniforme dei visti per soggiorni di breve durata. Per soggiorni superiori a un anno, è sempre necessario un permesso di soggiorno per le persone che non godono della libertà di circolazione. I permessi di soggiorno sono rilasciati in base alla legislazione nazionale, ma seguono il modello uniforme per i permessi di soggiorno all'interno dell'Unione europea. Sia i visti per soggiorni di lunga durata sia i permessi di soggiorno consentono al titolare di recarsi in altri Paesi Schengen per un soggiorno più breve (massimo 90 giorni in un periodo di 180 giorni).

### Controlli in entrata e in uscita
Tutte le persone, indipendentemente dalla loro nazionalità, devono essere sottoposte a controlli di ingresso e di uscita alle frontiere esterne. I controlli di ingresso e di uscita devono rispettare pienamente la dignità umana; ad esempio, gli addetti ai controlli di frontiera non devono discriminare le persone per motivi di sesso, razza o origine etnica, religione o convinzioni personali, disabilità, età o orientamento sessuale. In molti valichi di frontiera, in particolare negli aeroporti, sono state create code separate per i cittadini dell'Unione (compresi tutti i cittadini Schengen e i loro familiari) e per i cittadini di Paesi terzi, per facilitare e velocizzare il passaggio dei cittadini dell'Unione. Alcuni grandi aeroporti dispongono anche di controlli di frontiera automatici per i cittadini dell'Unione, in cui un computer legge il volto attraverso una telecamera e lo confronta con la fotografia sul documento di viaggio. Le informazioni sui controlli di frontiera devono essere disponibili in tutte le lingue ufficiali dell'Unione e nelle lingue ufficiali dei Paesi terzi confinanti.
Sia i cittadini dell'Unione sia i cittadini di Paesi terzi sono sottoposti a controlli approfonditi all'ingresso e all'uscita, che comprendono una verifica completa dell'identità della persona, in particolare che il documento di viaggio sia valido, autentico e appartenga all'interessato. Di norma, i funzionari di frontiera devono effettuare ricerche sistematiche nelle banche dati nazionali ed europee per assicurarsi che la persona non costituisca una grave minaccia per l'ordine pubblico, la sicurezza interna, la salute pubblica o le relazioni internazionali degli Stati membri. Possono essere previste eccezioni a queste ricerche sistematiche in considerazione dei flussi di traffico, ma principalmente per i cittadini dell'Unione e sulla base di una valutazione del rischio. Possono essere previste eccezioni anche alle frontiere esterne con gli Stati membri che non fanno ancora parte dello spazio Schengen ma che partecipano alla cooperazione Schengen, per evitare che i cittadini dell'Unione debbano sottoporsi alla stessa procedura più di una volta.
Nel caso di cittadini di Paesi terzi che non godono della libertà di circolazione, vengono effettuati controlli anche sul visto o sul permesso di soggiorno, sui timbri d'ingresso e di uscita del passaporto, sullo scopo del soggiorno, sulla disponibilità di mezzi di sussistenza sufficienti e sull'eventuale minaccia per l'ordine pubblico, la sicurezza interna, la salute pubblica o le relazioni internazionali degli Stati membri, consultando le banche dati nazionali ed europee. I visti vengono di norma sempre controllati attraverso il Sistema di informazione visti (VIS); i documenti di viaggio dei cittadini di Paesi terzi vengono sistematicamente timbrati con timbri di ingresso e di uscita, tranne nel caso in cui il cittadino di un Paese terzo sia in possesso di una carta di soggiorno valida.
Disposizioni speciali si applicano, ad esempio, ai capi di Stato e alle loro delegazioni (che non possono mai essere sottoposti a controlli all'ingresso o all'uscita durante le visite preannunciate), ai piloti di linea e ad altri membri dell'equipaggio civile, ai marinai, ai titolari di passaporti diplomatici, ai lavoratori frontalieri e ai minori.

### Sorveglianza del confine
Tutti gli Stati membri si impegnano a monitorare le proprie frontiere esterne per prevenire gli attraversamenti non autorizzati al di fuori dei valichi di frontiera. Soprattutto dopo la crisi dei rifugiati del 2015, alcune parti delle frontiere esterne sono state rinforzate con recinzioni, filo spinato o altri dispositivi a questo scopo.
Attraverso il Sistema europeo di sorveglianza delle frontiere, gli Stati membri si scambiano informazioni sulla sorveglianza delle frontiere esterne. Il sistema è stato integrato con la Guardia di frontiera e costiera europea nel 2019.
L'attraversamento non autorizzato della frontiera comprende l'attraversamento della frontiera al di fuori dei valichi di frontiera e l'attraversamento della frontiera ai valichi di frontiera al di fuori degli orari di apertura stabiliti dalle autorità nazionali.
Il numero di attraversamenti non autorizzati delle frontiere è aumentato notevolmente dal 2008 al 2011, soprattutto a seguito della Primavera araba. Il numero è aumentato ulteriormente nel 2014 e nel 2015, innescando una crisi dei rifugiati. I percorsi illegali nell'area Schengen sono cambiati nel tempo. Negli anni '90, le Isole Canarie erano la principale destinazione dei migranti africani. Negli anni 2000 e 2010, un numero sempre maggiore di migranti è entrato nel Mediterraneo, attraverso Malta e Lampedusa o tra Turchia e Grecia.
L'elevato numero di richiedenti asilo entrati nello spazio Schengen nel 2015 attraverso la Grecia e la Serbia ha indotto diversi Stati membri a introdurre controlli temporanei alle frontiere interne in conformità alle disposizioni dell'acquis di Schengen. Allo stesso tempo, diversi Stati membri, in particolare l'Ungheria, hanno rafforzato le loro frontiere esterne, in quanto i richiedenti asilo hanno cercato di entrare via terra uscendo temporaneamente dall'area Schengen e passando per la Serbia invece di volare dalla Grecia.
A seguito della pandemia di COVID-19, il numero di attraversamenti non autorizzati delle frontiere è diminuito significativamente nel 2020-2021.
Nell'ambito della politica comune sull'immigrazione, gli Stati membri hanno concordato definizioni comuni di favoreggiamento dell'ingresso, del transito e del soggiorno non autorizzati.

#### Frontex
La sorveglianza delle frontiere rimane essenzialmente una competenza nazionale. Tuttavia, attraverso Frontex, esiste una cooperazione operativa a livello europeo che consente, tra l'altro, di fornire assistenza alle autorità nazionali sotto forma di agenti europei addetti al controllo delle frontiere. Frontex è stata rafforzata nel 2016 con la creazione di una Guardia di frontiera e costiera europea, che comprende uno staff di 1 500 persone che può essere dispiegato in situazioni di emergenza per assistere la sorveglianza delle frontiere di uno Stato membro. Nel novembre 2019, i poteri di Frontex sono stati ulteriormente rafforzati ed è stato adottato un piano per avere a disposizione 10 000 agenti di controllo delle frontiere entro il 2027.

## Misure compensative per l'ordine pubblico e la sicurezza interna
Oltre al rafforzamento dei controlli alle frontiere esterne, la cooperazione Schengen comprende diverse altre cosiddette misure compensative volte a prevenire gli effetti negativi sull'ordine pubblico e sulla sicurezza interna derivanti dall'abolizione dei controlli alle frontiere interne. Queste misure comprendono un sistema informativo comune, il Sistema d'Informazione Schengen, per le persone e gli oggetti ricercati, una maggiore cooperazione di polizia e giudiziaria in materia penale per prevenire e combattere la criminalità transfrontaliera e alcune legislazioni comuni su armi e droga.

### Sistema d'informazione Schengen
Il Sistema d'informazione Schengen (SIS) è una componente chiave nella creazione della cooperazione Schengen. Il sistema d'informazione consente alle autorità nazionali di cercare persone e oggetti in tutto lo spazio Schengen. Ciò consente alle autorità di diversi Stati membri di aiutarsi a vicenda per trovare più facilmente persone e oggetti ricercati. Uno Stato membro può anche inserire le persone che sono considerate una minaccia per la sicurezza interna, ad esempio, in un elenco di persone a cui deve essere impedito l'ingresso nell'area Schengen.

### Cooperazione di polizia e giudiziaria in materia penale
La cooperazione Schengen comporta una maggiore cooperazione di polizia e giudiziaria in materia penale tra le autorità nazionali degli Stati membri. L'obiettivo generale di questa parte della cooperazione è garantire il mantenimento dell'ordine pubblico e della sicurezza interna nonostante l'abolizione dei controlli alle frontiere interne. Attraverso la cooperazione di polizia rafforzata, le autorità di polizia nazionali si assistono reciprocamente nella prevenzione e nell'individuazione dei reati, anche attraverso lo scambio di informazioni. In determinate circostanze, la polizia di uno Stato membro può effettuare la sorveglianza transfrontaliera o l'inseguimento in un altro Stato membro. La cooperazione giudiziaria rafforzata in materia penale comprende l'assistenza giudiziaria reciproca in materia penale e norme semplificate sul trasferimento dell'esecuzione delle sentenze penali. La Convenzione di Schengen prevede anche il principio del ne bis in idem, ossia la protezione contro l'azione penale per un reato per il quale una persona è già stata giudicata da un tribunale in un altro Stato membro. In passato, la convenzione di Schengen conteneva anche norme semplificate sull'estradizione, ma queste sono state ora sostituite dalle norme del diritto dell'Unione sul mandato d'arresto europeo.